# Japan Asia Airways
Japan Asia Airways (jap. 日本アジア航空株式会社 Nihon Ajia Kōkū Kabushiki-gaisha, kurz JAA) war eine japanische Fluggesellschaft mit Sitz in Tokio und Basis auf dem Flughafen Tokio-Narita. Sie war eine Tochtergesellschaft der Japan Airlines.

## Geschichte
Nachdem die chinesische Regierung den Fluggesellschaften JAL und Air China Flüge zwischen Japan und Taiwan verboten hat, gründete JAL am 8. August 1975 die Tochtergesellschaft Japan Asia Airways. Sie nahm am 15. September 1975 den Flugbetrieb auf. Anfangs nutzte JAA ausschließlich ehemalige Flugzeuge der JAL. Es kamen unter anderem Flugzeuge wie zum Beispiel Boeing 747-100 und Douglas DC-8-61 zum Einsatz.
1985 kamen weitere Ziele wie Hongkong und Okinawa in den Flugplan, die aber zwischenzeitlich wieder eingestellt wurden. Ein Jahr später wurden eine Boeing 747-300 und zwei Boeing 767-300 beschafft. 
Im Jahr 2008 gab JAL bekannt, die Taiwan-Flüge selbst durchführen und die JAA vollständig in JAL zu integrieren. Japan Asia Airways führte ihren letzten Flug am 31. März 2008 durch.

## Flugziele
JAA verband die japanischen Städte Nagoya, Osaka und Tokio mit den taiwanischen Städten Taipeh und Kaohsiung.

## Flotte

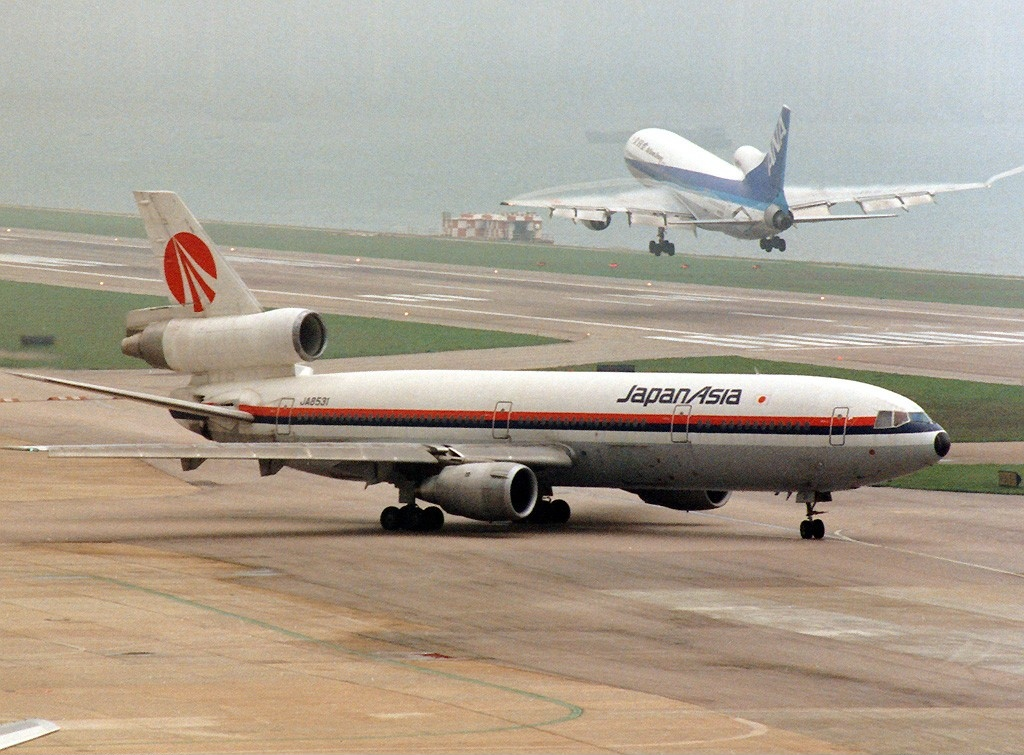
McDonnell Douglas DC-10 der Japan Asia Airways, 1992

Im Jahr 2008 bestand die Flotte der Japan Asia Airways aus zwei Flugzeugen:
- 2 Boeing 747-300

In der Vergangenheit betrieb Japan Asia Airways auch Flugzeuge der Typen Boeing 747-100, Boeing 747-200B, Boeing 767-300, Douglas DC-8 und McDonnell Douglas DC-10.